# Julia II
『Julia II』（ジュリア・セカンド）は松田樹利亜の2枚目のアルバム。

## 概要
ワーナーミュージック・ジャパン移籍第1弾で最後のオリコンチャート10位入りとなった本作は全ての曲で須貝幸生と神長弘一による編曲を行った。「Feel So Bad もの足りない」は初の自作曲作品。

## 収録曲
1. Rain
作詞：松田樹利亜・みかみ麗緒　作曲：Joey Carbone・Dennis Belfield
2. 泣き顔さえも愛しなさい
作詞：田村直美　作曲：須貝幸生
3. Feel So Bad もの足りない
作詞・作曲：松田樹利亜
4. 負けないBroken Heart
作詞：松田樹利亜・みかみ麗緒　作曲：大内義昭
5. Underground Train
作詞：松田樹利亜　作曲：Joey Carbone・Dennis Belfield
6. いとしさに凍えて眠れない
作詞：みかみ麗緒　作曲：佐々木真里
7. 生まれたままの輝きみたい
作詞：田村直美　作曲：石川寛門
8. NEVER MIND
作詞：松田樹里亜　作曲：Joey Carbone
9. MY RADIO
作詞：松田樹利亜　作曲：Joey Carbone・Dennis Belfield
10. 本日快晴
作詞：松田樹利亜　作曲：石川寛門
11. GET A GRIP
作詞：田村直美　作曲：Joey Carbone
12. 瞳を閉じていても
作詞：みかみ麗緒　作曲：佐々木真里

## レコーディング参加
- 神長弘一 - ギター
- 須貝幸生 - ベース
- 前野知常 - キーボード
- 村田有美 - コーラス